# 貝克爾島
貝克爾島是俄羅斯的島嶼，屬於法蘭士約瑟夫地群島的一部分，位於賴涅拉島以南，由阿爾漢格爾斯克州負責管轄，長14公里、寬3公里，最高點海拔高度165米。
81°11′29″N 59°19′03″E / 81.1913889°N 59.3175000°E

## 外部連結
- Location（页面存档备份，存于）
- Geographic data[]